# Arachnis breviscapa
Arachnis breviscapa là một loài phong lan.